# CPR-Klasse H1
Die Royal Hudsons waren 45 Hudson-Lokomotive aus der H1-Klasse der Canadian Pacific Railway (CPR), die mit einer Teilstromlinienverkleidung versehen waren. Nachdem König Georg VI. Kanada besucht hatte, erhielt die CPR im Jahre 1939 das Recht, diese Lokomotiven als Royal Hudson zu bezeichnen. Die Lokomotiven waren von 1937 bis 1960 im Regelbetrieb. Vier Lokomotiven sind erhalten geblieben.

## Technik
Die H1-Lokomotiven galten als die Königsklasse unter den Schnellzuglokomotiven der CPR. Der Entwurf stammte von Henry Blane Bowen, dem Oberingenieur für Zugförderung der CPR. Der Rahmen und die Zylinder waren ein einziges Gussteil, das von General Steal Castings in Pennsylvania hergestellt wurde. Die Feuerbüchse hatte eine Rostfläche von 7,5 m², die mit einem Stoker beschickt wurde, einzig die Unterklasse H1e war mit Ölfeuerung ausgerüstet. Die Lokomotiven waren mit einer Heusinger-Steuerung und Kolbenschiebern ausgerüstet.
Bei einer Probefahrt über 210 km erreichte die Lokomotive mit einem 1650 t schweren 19-Wagen-Zug eine Höchstgeschwindigkeit in der Region von 145 bis 150 km/h.
Die H1-Klasse wird oft als eine der erfolgreichsten Bauarten bezeichnet. Die eleganten Maschinen waren die bekanntesten und optisch eindrucksvollsten Dampflokomotiven der CPR. Sie waren sehr zuverlässig und erbrachten ihre Leistung über sehr große Entfernungen. Dank ihren guten Laufeigenschaften war die H1-Klasse beim Fahrpersonal beliebt. Sie gilt zusammen mit den Selkirk-Lokomotiven als würdiger Abschluss des Dampfzeitalters bei der CPR.

## Bau
Die H1-Klasse umfasste 65 Lokomotiven, die ab 1929 bei den Montreal Locomotive Works (MLW)  gebaut wurden. Das H in der Bezeichnung stand für Hudson-Lokomotive, die 1 für die erste Baureihe mit dieser Achsfolge. Die Klasse unterteilte sich in fünf Unterklassen auf, von denen nur die mit einer Teilstromlinienverkleidung als Royal Hudson bezeichnet wurden. Die Stromlinienverkleidung beschränkte sich auf eine aerodynamische Optimierung der Rauchkammertür, des Umlaufs und kleine Windabweiser am Schornstein. Die ersten beiden Teilserien waren mit großen Windleitblechen ausgestattet.
| Unterklasse      | Nummer    | Anzahl | Baujahr | Teil-Stromlinienverkleidung |
| ---------------- | --------- | ------ | ------- | --------------------------- |
| H1a              | 2800–2809 | 10     | 1929    | Nein                        |
| H1b              | 2810–2819 | 10     | 1930    | Nein                        |
| H1c Royal Hudson | 2820–2849 | 30     | 1937    | Ja                          |
| H1d Royal Hudson | 2850–2859 | 10     | 1938    | Ja                          |
| H1e Royal Hudson | 2860–2864 | 5      | 1940    | Ja                          |

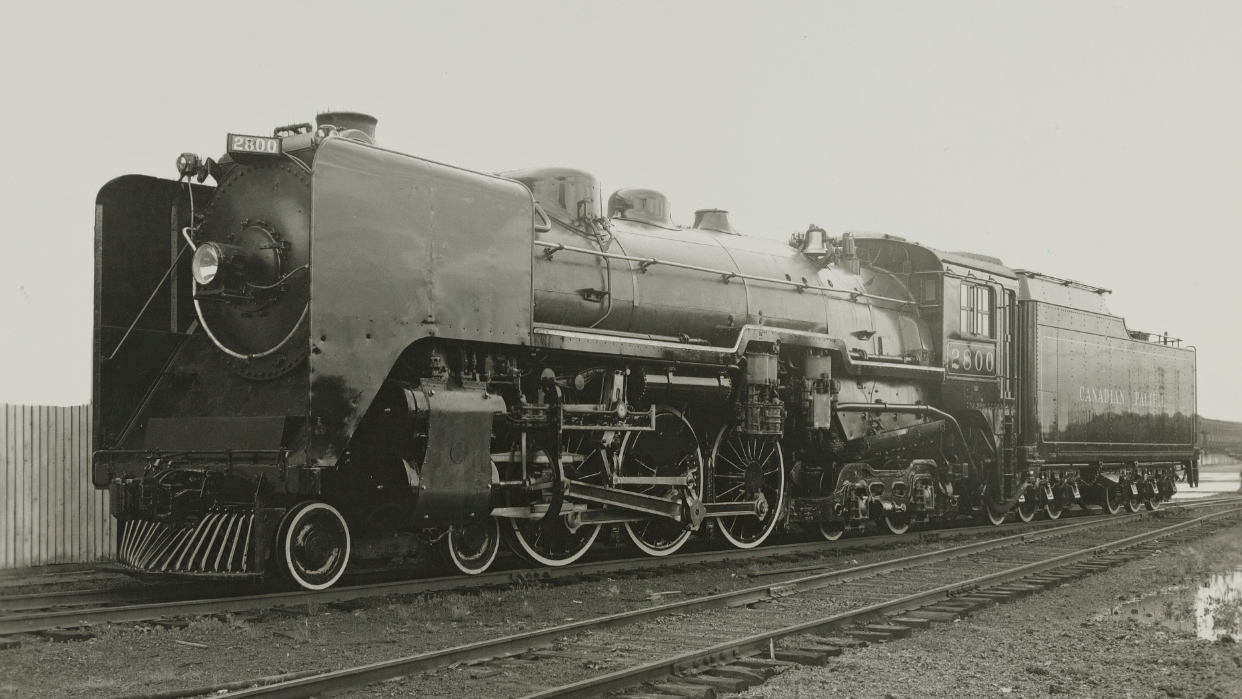
H1a 2800
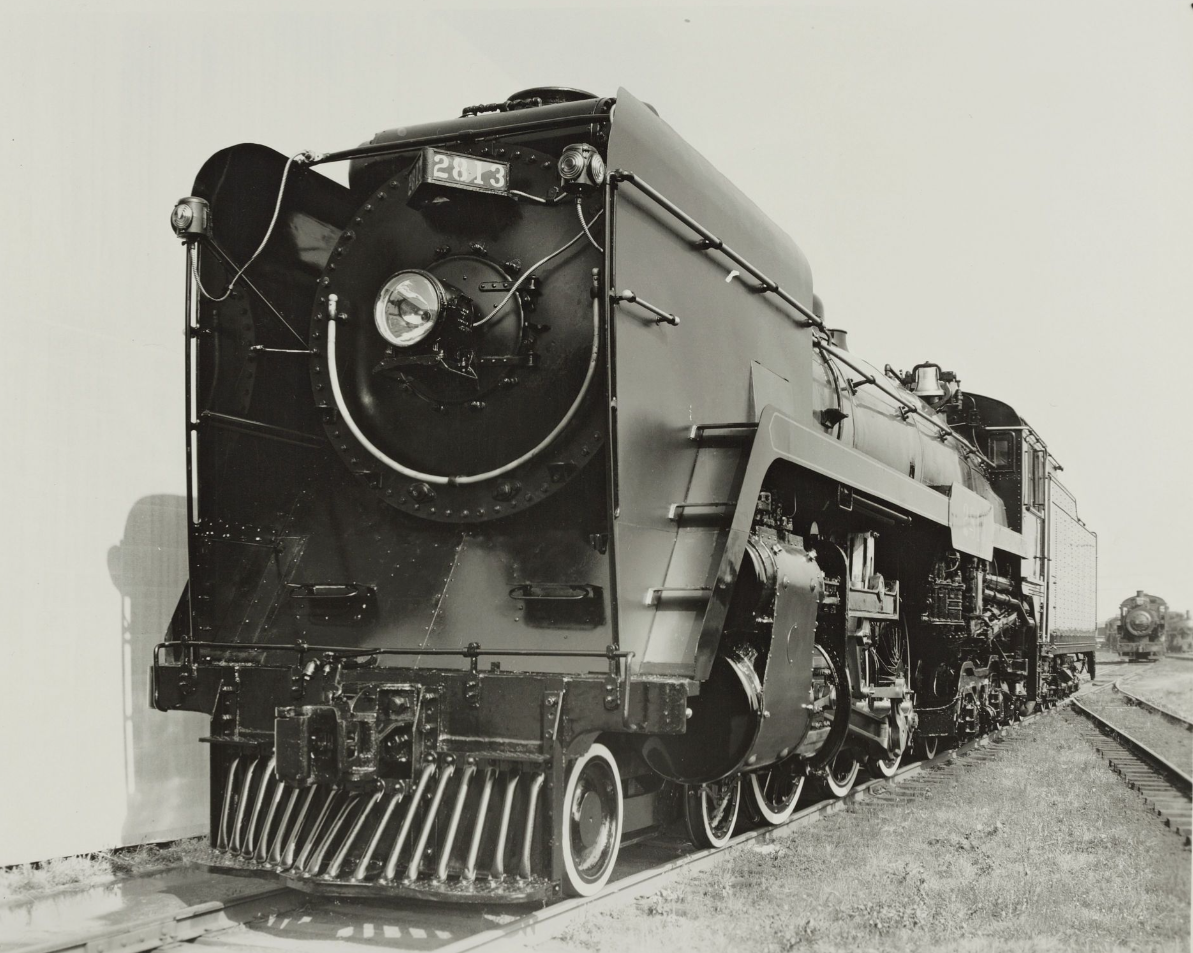
H1b 2813
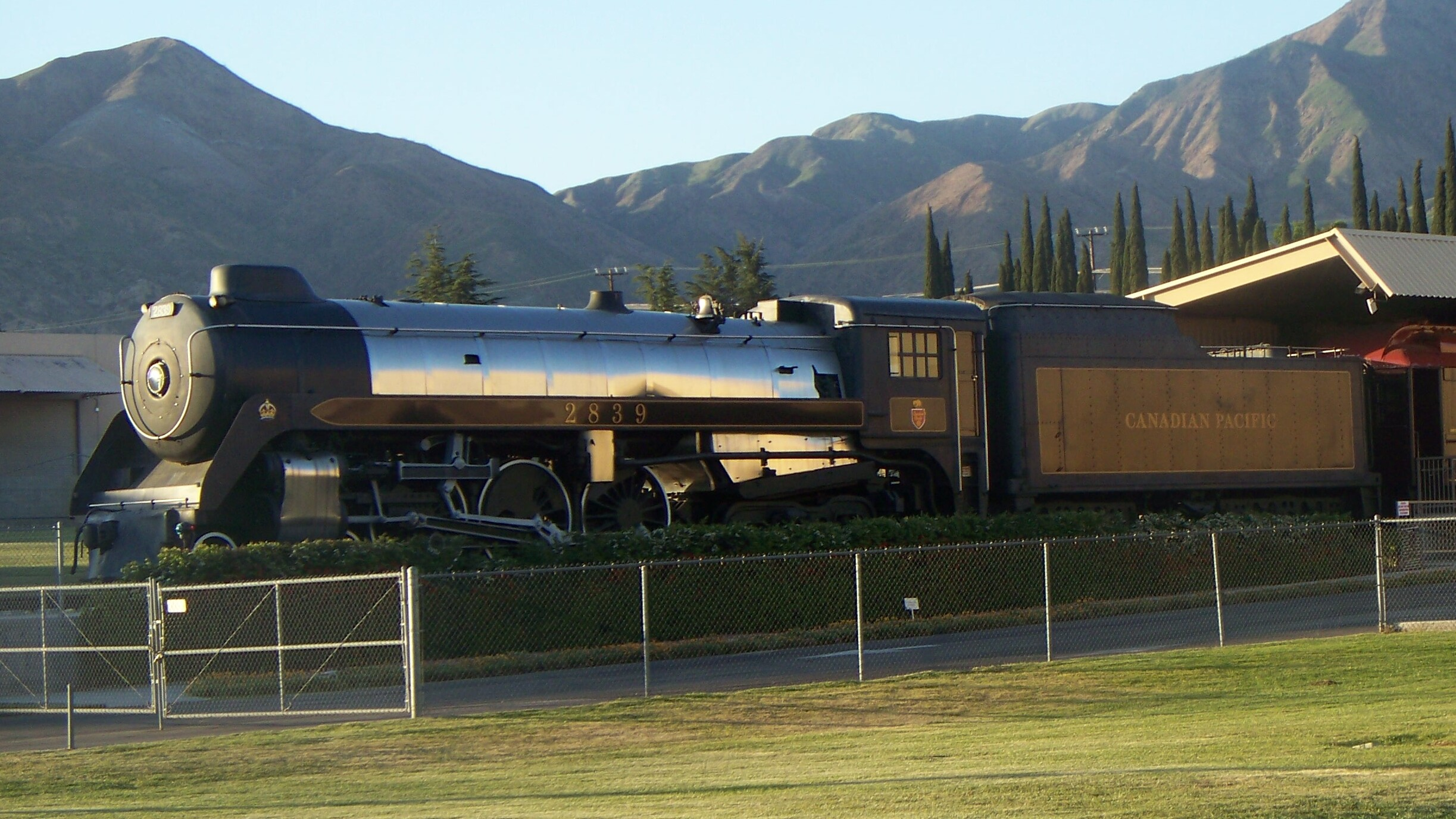
Royal Hudson H1c 2839
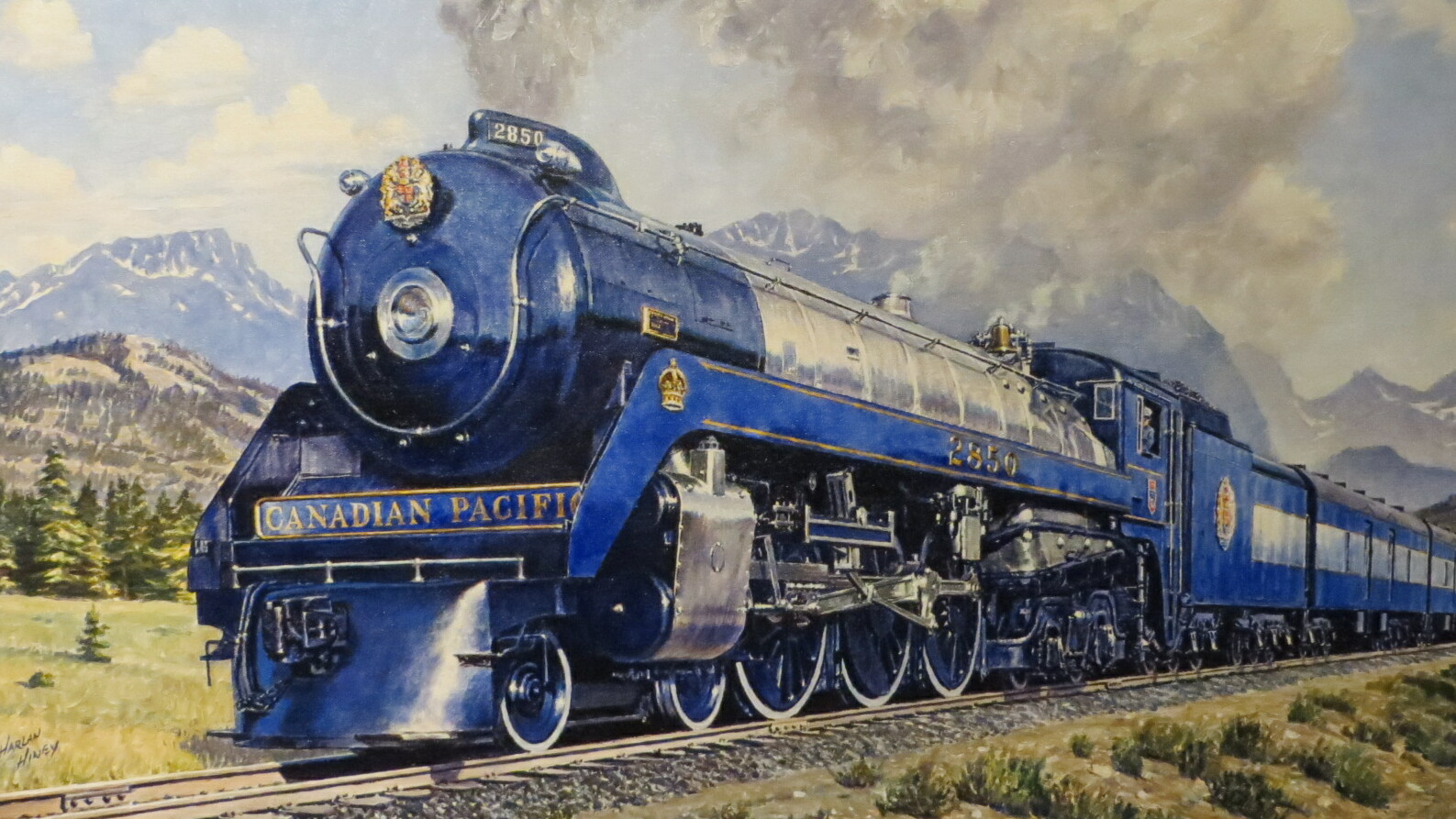
Royal Hudson H1d 2850
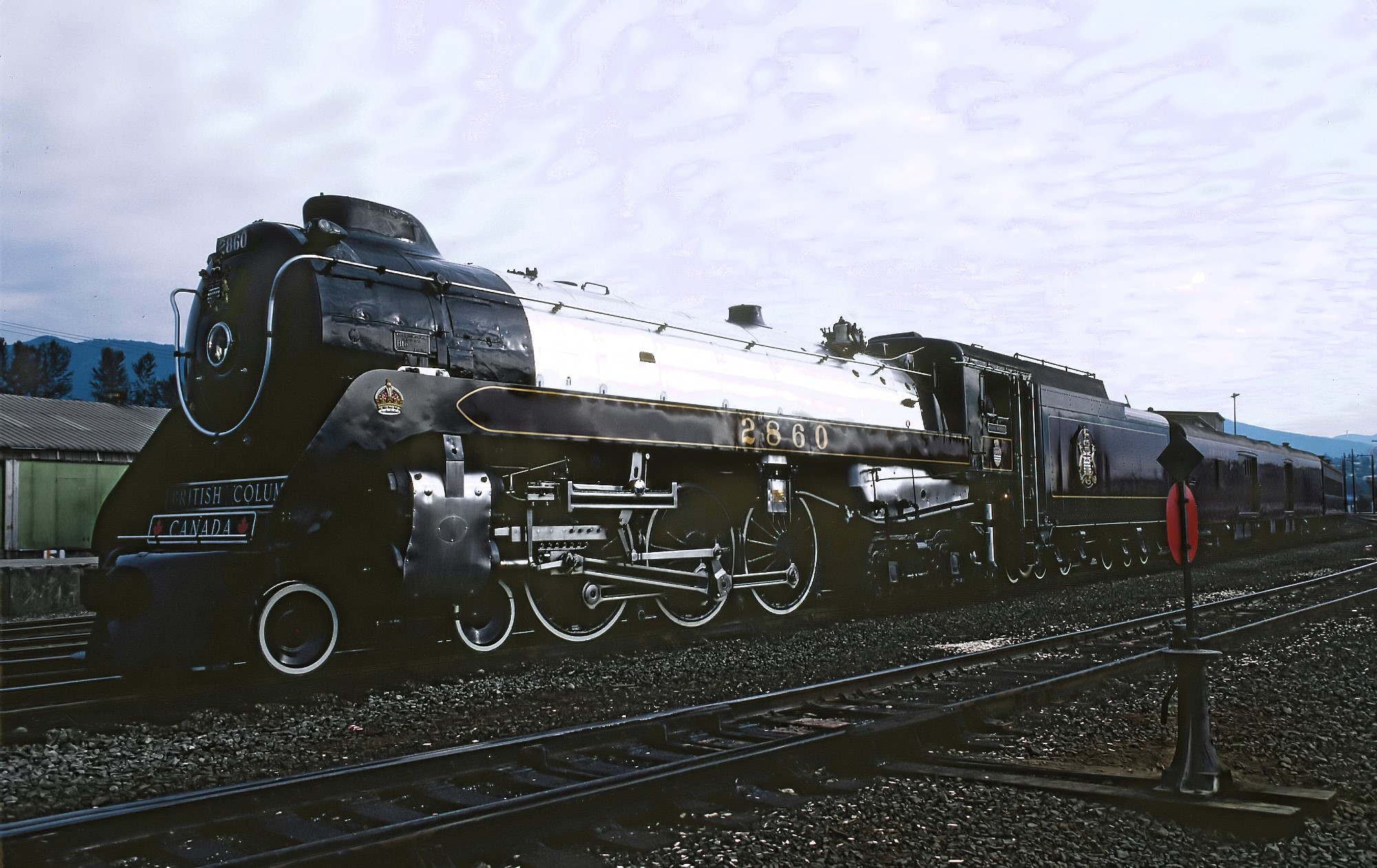
Royal Hudson H1e 2860

## Einsatz
Die Royal Hudsons hauptsächlich vor den transkontinentalen Schnellzügen eingesetzt, zogen aber auch Güterzüge. Sie verkehrten auf allen Hauptstrecken der CPR außer von Montreal nach Saint John, wo sie aufgrund von Gewichtsbeschränkungen der Brücken nicht eingesetzt wurden.
Bemerkenswert waren die langen Durchläufe. Zum Beispiel wurde der in Toronto beginnende transkontinentale Reisezug The Dominion von einer Royal Hudson nach dem 1300 km entfernten Fort William gezogen, wo der Zug von der nächsten Royal Hudson für die 2010 km nach Calgary übernommen wurde. Dort kam eine Selkirk-Lokomotive vor den Dominion für die Fahrt durch die Rocky Mountains, die in Revelstoke von einer H1e abgelöst wurde für die restlichen 610 km bis Vancouver.
Ende 1952 waren die Lokomotiven wie folgt den Depots zugeteilt:
| Depot        | Anzahl | Baureihen |
| ------------ | ------ | --------- |
| Montreal     | 10     | H1c,H1d   |
| Toronto      | 7      | H1c,H1d   |
| Fort William | 4      | H1c,H1d   |
| Winnipeg     | 17     | H1c,H1d   |
| Calgary      | 2      | H1c,H1d   |
| Vancouver    | 5      | H1e       |

Die ölgefeuerten Lokomotiven der Klasse H1e waren anfänglich nur auf der Strecke Revelstoke–Vancouver im Einsatz, bis sie in den 1950er-Jahren von Diesellokomotiven verdrängt wurden und anderen Depots zugeteilt wurden.
Mit der kontinuierlichen Einführung von Diesellokomotiven wurden die meisten Royal Hudsons vor den Schnellzügen verdrängt und wurden nur noch vor Güter- und Regionalzügen eingesetzt.  Bis 1960 war bei der CPR die Umstellung auf Dieselbetrieb abgeschlossen und alle 65 Lokomotiven der H1-Klasse ausrangiert. Die meisten Lokomotiven wurden zwischen 1958 und 1966 verschrottet bis auf fünf erhalten gebliebene Lokomotiven.

## Herkunft des Namens
Im Jahr 1939 besuchte mit König Georg VI. das erste Mal ein regierender britischer Monarch Kanada. Er und seine Frau, Königin Elisabeth, reisten von Québec mit der Bahn durch das Land. Die CPR und die Canadian National Railway (CNR) teilten sich die Ehre, den Hofzug durch das Land zu befördern, wobei die CPR die Fahrt von Quebec nach Vancouver in westlicher Richtung übernahm. Die Dampflokomotive, die die CPR für den Zug einsetzte, trug die Nummer 2850, die speziell in silber und blau lackiert war. Sie fuhr mit 25 verschiedenen Besatzungen 5.189 Kilometer durch Kanada, ohne einen Schaden zu erleiden. Der König war selber ein Eisenbahnenthusiast und fuhr deshalb, wann immer möglich, im Führerstand mit. Er war so beeindruckt von der Ausführung der Lokomotive, dass er nach der Tour der CPR das Recht gab, die Baureihe mit Royal Hudsons zu bezeichnen und die Darstellung der Royal Crowns auf der Laufblechverkleidung zu verwenden. Dies war das erste und einzige Mal, dass eine Lokomotive außerhalb des Vereinigten Königreichs vom regierenden Monarchen den königlichen Status erhielt. Die Nr. 2850 ist im Exporail genannten Kanadischen Eisenbahnmuseum erhalten geblieben.

## Erhaltene Lokomotiven
Vier Royal-Hudson-Lokomotiven und eine Hudson-Lokomotive ohne Stromlinienverkleidung sind erhalten:
| Klasse | Nummer | Land   | Museum                               | Ort                                          | Foto                                |
| ------ | ------ | ------ | ------------------------------------ | -------------------------------------------- | ----------------------------------- |
| H1b    | 2816   | Kanada |                                      | Canadian Pacific Railway                     | einsatzfähig bis 2012               |
| H1c    | 2839   | USA    | Nethercutt Collection                | Sylmar im San Fernando Valley in Kalifornien | zwischen 1979 und 1980 einsatzfähig |
| H1d    | 2850   | Kanada | Exporail                             | Saint-Constant bei Montreal                  | Lokomotive vom Hofzug 1939          |
| H1d    | 2858   | Kanada | Canada Science and Technology Museum | Ottawa                                       |                                     |
| H1e    | 2860   | Kanada | West Coast Railway Heritage Park     | Squamish bei Vancouver                       | zwischen 2006 und 2010 einsatzfähig |